# Frame (snooker)
Ett frame (ingen svensk översättning används) inom snooker är en spelomgång i en snookermatch, kan jämföras exempelvis med ett set i tennis. Ett frame inleds med att den ena spelaren spränger triangeln med de röda bollarna, och avslutas då antingen 1) Det inte finns några bollar kvar på bordet eller  2) En spelare leder med mer än 7 poäng då endast svart boll återstår, eller  3) Den ene spelaren ger upp.
Under framet turas spelarna om att göra breaks, och samlar då ihop poäng beroende på vilka bollar de sätter. Den som har samlat ihop flest poäng sammanlagt under sina breaks vinner framet. Om framet skulle sluta oavgjort så avgörs det genom respotted black.
Det vanligaste på proffstouren i snooker är att en match spelas i bäst av 9 frames (först till 5). I semifinaler och finaler spelas i allmänhet fler frames, i finaler oftast bäst av 17. De största turneringarna har längre matcher: I Masters spelas i bäst av 11 frames redan i de tidiga omgångarna, i UK Championship spelar man bäst av 17 frames, och i VM spelar man bäst av 19 frames i kvalet och i första omgången, 25 frames i andra och tredje omgången, 33 frames i semifinalen och 35 frames i finalen. På lägre nivåer, exempelvis SM spelar man i allmänhet kortare matcher, bäst av 5 eller 7 frames. I Premier League spelar man bäst av 6 frames, och dessa matcher kan alltså sluta oavgjort.
Det vanliga är att en session består av ca 8 frames, med en kvarts paus efter 4 frames. En match på 17 frames blir alltså indelad i 2 sessioner. VM-finalen består alltså av 4 sessioner, men det händer ibland att den sista inte behöver utnyttjas då den ene spelaren redan vunnit.
Termen frame (på svenska: "ram") syftar på den triangulära ram som används för att lägga upp de röda bollarna på bordet.